# Glossaire des patois de la Suisse romande

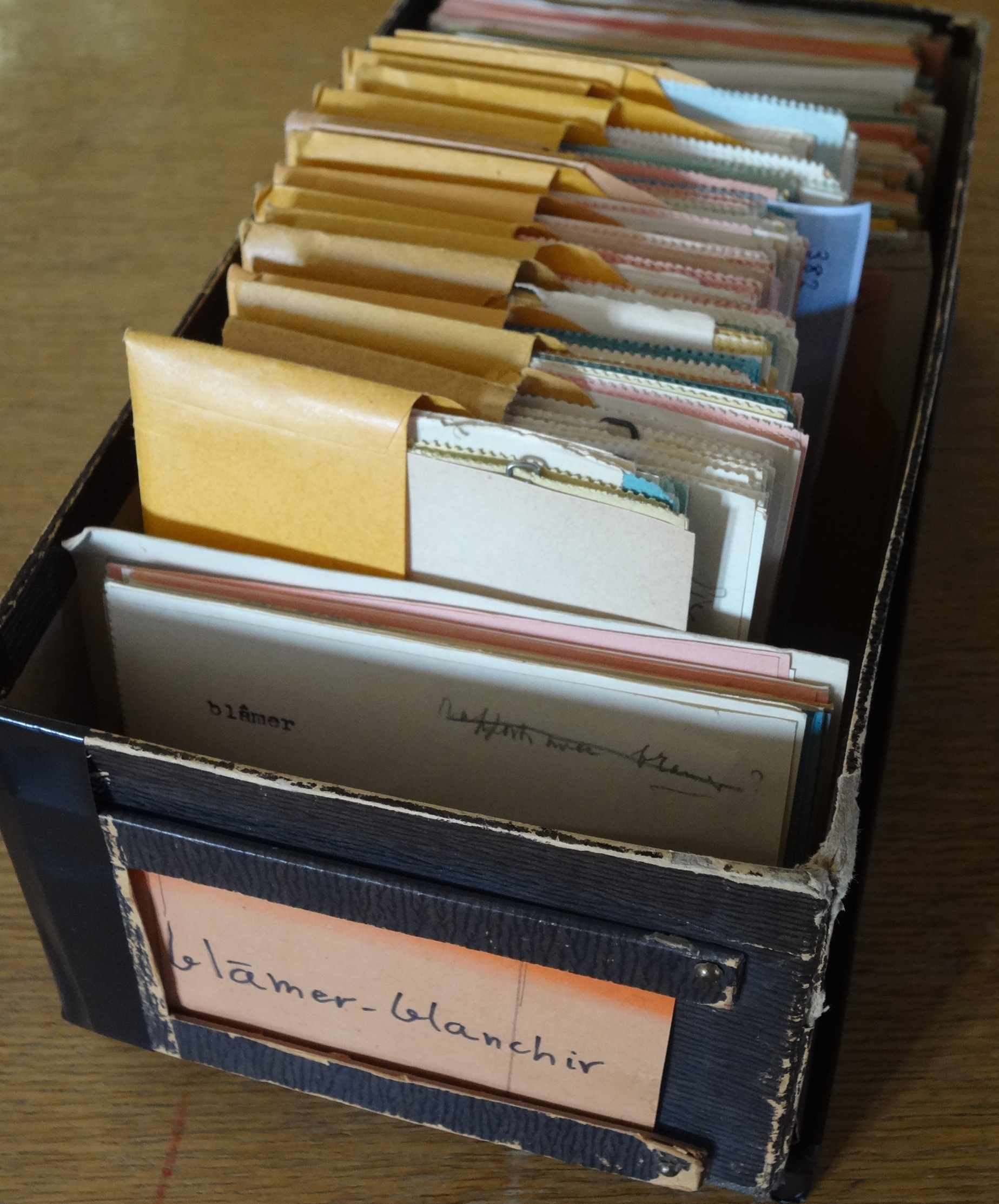
Zettelkasten aus der Zeit der lexikographischen Enquête von 1900 bis 1910

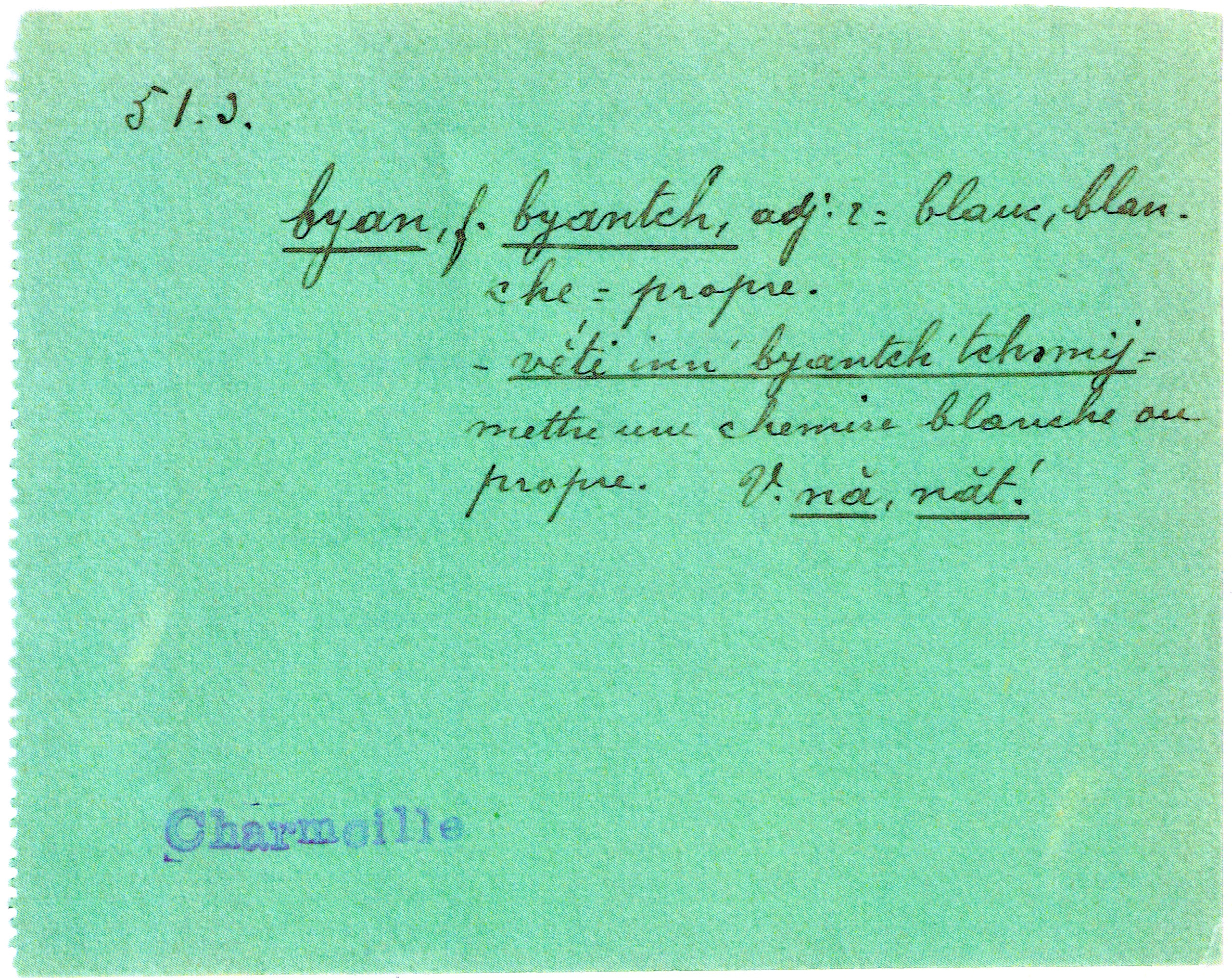
Mitteilung eines Korrespondenten aus Charmoille (Jura), lexikographische Enquête von 1900 bis 1910

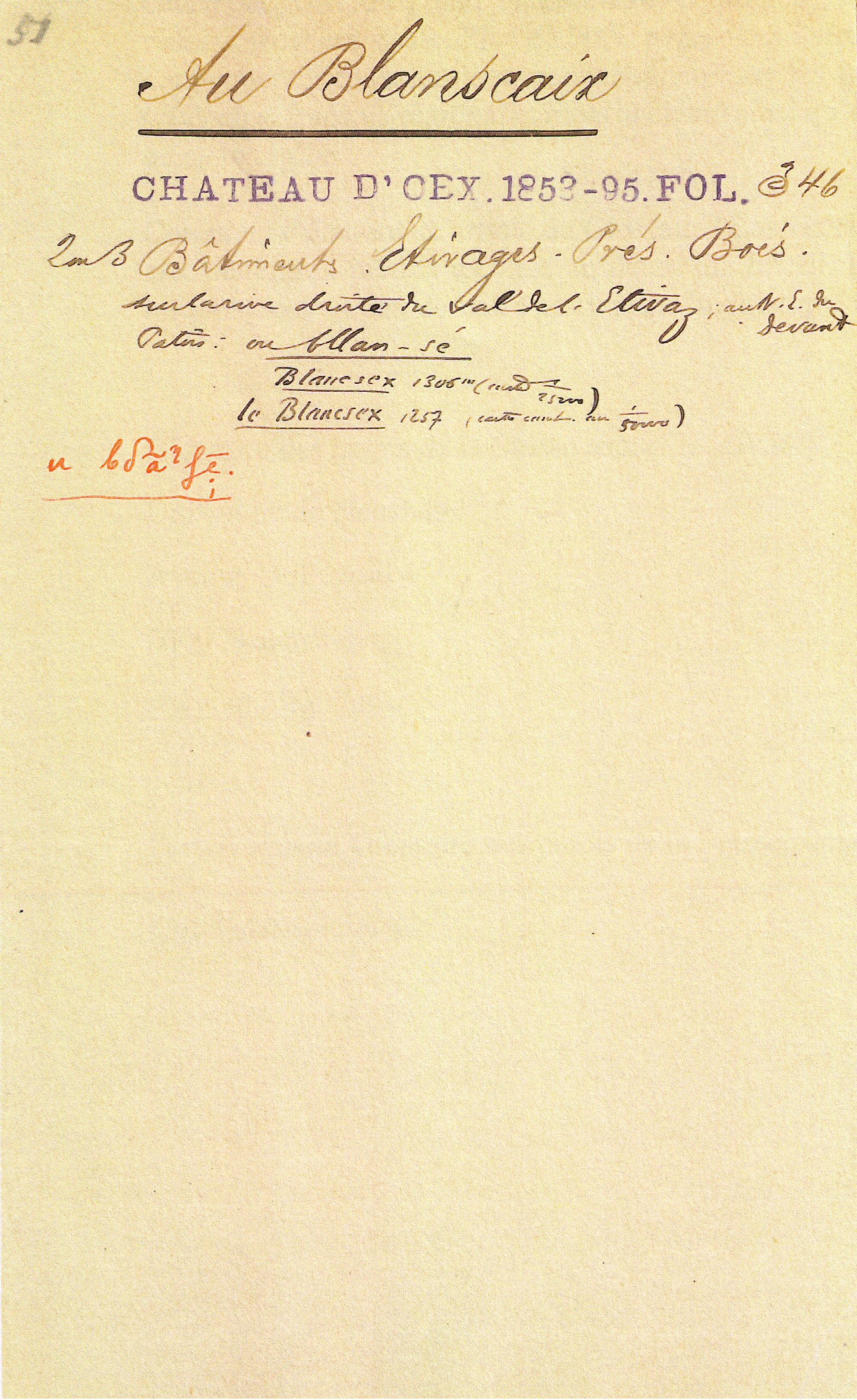
Fichier Muret: Aufzeichnung des Flurnamens Au Blanscaix in Château-d’Oex (Waadt)

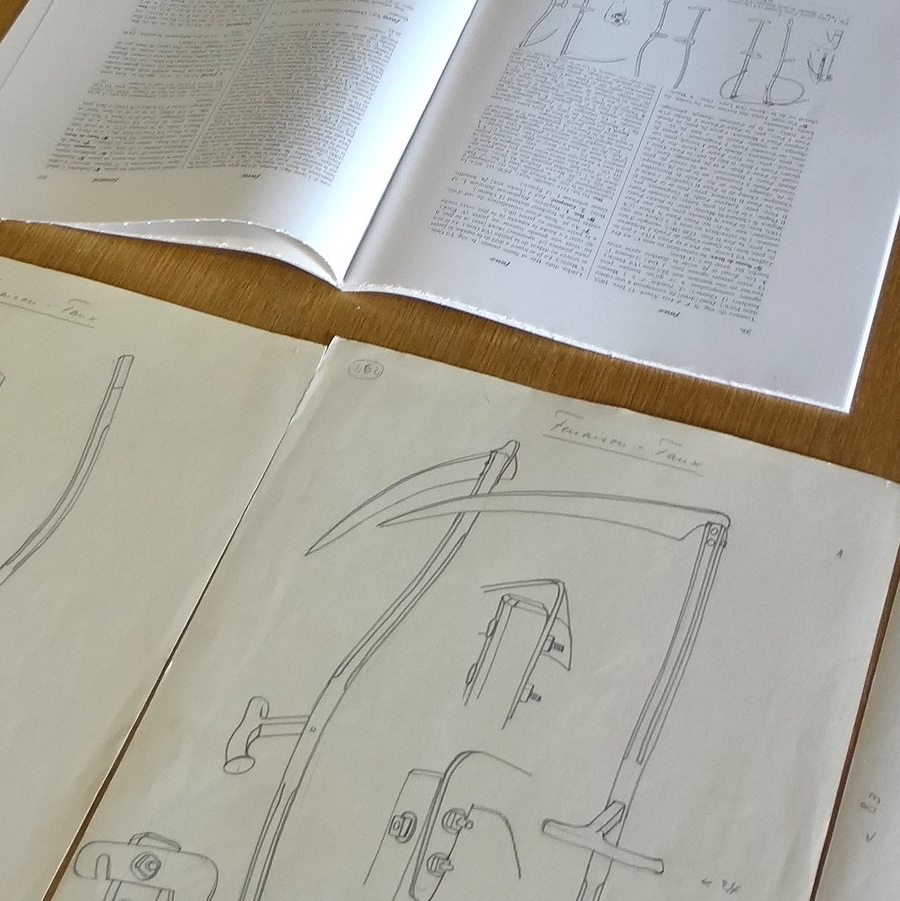
Zeichnung von Paul Boesch,
original und im gedruckten Werk

Das Glossaire des patois de la Suisse romande, kurz Glossaire genannt oder abgekürzt GPSR, ist sowohl der Name eines seit 1924 erscheinenden mehrbändigen Wörterbuchs, das den Wortschatz der in der französischsprachigen Westschweiz gesprochenen autochthonen Varietäten erfasst, als auch des Instituts, das dieses Wörterbuch herausgibt.

## Typus und Charakteristik
Das GPSR ist, neben dem Schweizerischen Idiotikon (Zürich), dem Vocabolario dei dialetti della Svizzera italiana (Bellinzona) und dem Dicziunari Rumantsch Grischun (Chur), eines der vier nationalen Wörterbücher der Schweiz und damit eines der vielbändigen, auf wissenschaftlicher Grundlage erarbeiteten lexikographischen Referenzwerke dieses Landes.
Das Glossaire dokumentiert in erster Linie den Wortschatz der westschweizerischen Patois, die zum grössten Teil dem Frankoprovenzalischen, zum kleinen Teil den Langues d’oïl angehören. Darüber hinaus schliesst es aber auch den regionalfranzösischen Wortschatz (sogenannte Romandismen), kanzleisprachliche Wörter und Bedeutungen ab mittelalterlicher Zeit sowie Orts- und Familiennamen mit ein. Überdies setzt es sich zum Ziel, die ältere Volks- und Sachkultur festzuhalten. Das GPSR ist damit, wie die andern drei nationalen Wörterbücher der Schweiz, ein diachronisches und pluridialektales Wörterbuch mit zugleich enzyklopädischem Anspruch.

## Geschichte
Das GPSR wurde 1899 auf Anregung ihres Lehrers Heinrich Morf von Louis Gauchat, Jules Jeanjaquet und Ernest Tappolet gegründet.
Von 1899 bis 1903 wurden in fast 400 Orten auf der Basis von 350 Wörtern erste phonetische Aufnahmen gemacht, denen sich zwischen 1904 und 1907 weitere Aufnahmen aus 62 Orten auf der Grundlage von 480 Wörtern anschlossen. Eine lexikographische Enquête fand zwischen 1900 und 1910 bei über 150 Patois-Sprechern auf dem Korrespondenzweg statt. Parallel dazu wurden unter der Leitung von Ernest Muret ab 1903 die Orts- und Flurnamen aufgezeichnet. Zu diesen direkt erhobenen Dialektdaten gesellen sich gedruckte Dialekttexte, ungedruckt gebliebene Manuskripte, sprachwissenschaftliche Abhandlungen zu Ortsdialekten und zum Regionalfranzösischen sowie Editionen historischer Dokumente. Dieses Gesamtmaterial bildet die Grundlage der Arbeit am Glossaire.
Die erste Lieferung des Wörterbuchs erschien 1924.

## Institutionelle Einbindung
Das ursprünglich in Bern eingerichtete GPSR hat seinen Sitz seit 1972 in Neuenburg. Es wurde 2008 in die Universität Neuenburg integriert und bildet seitdem ein «laboratoire» des Neuenburger Centre de dialectologie et d’étude du français régional (CD).
Finanziert wird das GPSR von den ganz oder teilweise französischsprachigen Kantonen Genf, Waadt, Neuenburg, Jura, Freiburg, Wallis und Bern sowie von der Schweizerischen Akademie der Geistes- und Sozialwissenschaften.

## Publikationen
- Glossaire des patois de la Suisse romande. Neuchâtel & Paris bzw. später Neuchâtel & Genève 1924 ff. – Gegenwärtig liegen Bände I–VIII (Bände V, VII und VIII je in zwei Halbbänden) bzw. die Wortstrecke von A bis G abgeschlossen vor; die Bände IX und X erscheinen in Lieferungen.
- Rapports annuels, avec bibliographie linguistique (früher jährlich, heute zweijährlich erscheinend).
- Bulletin du Glossaire des Patois de la Suisse romande, 1902–1915 (Digitalisat).